# Her Campus
Her Campus es una revista en línea dirigida a estudiantes universitarias. El contenido de la revista está escrito por más de 7.000 colaboradores de más de 400 asociaciones universitarias en nueve países. La revista fue fundada en 2009 por tres estudiantes de la Universidad de Harvard, Stephanie Kaplan, Windsor Hunger Western y Annie Wang. Se conocieron en 2007 mientras trabajaban para diferentes publicaciones en línea de Harvard. En noviembre de 2010, la revista Glamour honró a las mujeres con sus premios Mujer del año, ganando el "Premio a la mujer joven increíble" de Chelsea Clinton.

## Antecedentes históricos
En enero de 2009, Kaplan, Hangar y Wang participaron en el Desafío de Innovación i3 organizado por las Instituciones Estudiantiles de Harvard, el Centro de Tecnología y Emprendimiento de Harvard y el Foro Universitario de Harvard. El concurso tiene como objetivo desarrollar, exhibir y premiar las empresas innovadoras presentadas por los estudiantes. El equipo de mujeres propuso una revista en línea a nivel nacional para estudiantes universitarias con insignias de estudiantes en universidades de todo el país. Después de ganar el Premio de Inversión Institucional para Estudiantes de Harvard por su plan de negocios y propuesta, lanzaron la revista en línea Her Campus. El premio, junto con el apoyo financiero y un espacio de oficina gratuito, atrajo la atención nacional.

## Visión general del negocio
Este portal fue lanzado en septiembre de 2009. Esta revista en línea presenta artículos relacionados con la supervivencia universitaria. Hangar Western es la presidenta y editora de la revista, y Kaplan Lewis es directora ejecutiva y editora ejecutiva. Finalmente, Wang es la Directora de Tecnología y directora creativa. Her Campus Media siguen siendo 100% propiedad de ellas y es operada por mujeres.
Además del contenido en línea, la revista es asistida por estudiantes de más de 380 campus universitarios de varios países. Estos países incluyen Estados Unidos, Canadá, Jamaica, Reino Unido, Japón y Australia. Estos campus se denominan capítulos o subdivisiones de la revista. Cada capítulo tiene uno o dos corresponsales del campus que se desempeñan como presidente y editor ejecutivo. Estos corresponsales representan a la revista, supervisan el contenido de la revista y desarrollan artículos destacados y fotografías específicas de sus respectivas universidades. Los corresponsales también reclutan estudiantes de periodismo y promueven el sitio web.
Para 2018, Her Campus se había expandido aún más allá de las fronteras. Además de los capítulos internacionales ya establecidos, ahora hay capítulos de Her Campus en Sudáfrica, Puerto Rico, Nigeria, Irlanda, India y Quebec.
Fuertes partidarios incluyen a la editora y miembro de la junta de Columbia Journalism Review, Cathryn Cronin Cranston. Además, Joanna Coles, editora ejecutiva de Cosmopolitan Estados Unidos, sirve como mentora. Estas asociaciones han permitido a los escritores de Her Campus compartir sus artículos con Seventeen Magazine y The Huffington Post.
En 2018, Her Campus Media fue incluido en la lista Forbes 30 Under 30 de la revista Forbes en la categoría de media.
En mayo de 2019, Her Campus Media adquirió el Lala Media Group, Inc. Luego, en agosto de 2019, Her Campus Media adquirió College Fashionista.

## Relaciones públicas
Her Campus Media LLC, propietaria y operadora de Her Campus, opera como una revista en línea, así como también como una firma de marketing y relaciones públicas. La empresa trabaja con diferentes empresas y organizaciones comerciales interesadas en ingresar al mercado universitario. Los paquetes de marketing ofrecidos incluyen patrocinios en varias secciones de la revista, campañas publicitarias promocionales, promoción de obsequios y distribución de nuevos productos en tiendas a nivel nacional. Los clientes anteriores incluyen New Balance, Rent the Runway, Juicy Couture y más. En general, la revista recibe más de 100.000 visitas diarias y el número de lectores sigue creciendo.
Desde su lanzamiento inicial, Her Campus ha aparecido en periódicos y revistas de todo el país, incluidos The New York Times, Yahoo Finance, CNN Money, AOL Money College, CBS MoneyWatch, The Boston Globe, U.S. News & World Report y Seventeen, Business Insider, ABC News Now, oficina de Boston de la cadena FOX.

## Her Conference
Her Conference es una conferencia anual de verano organizada por Her Campus Media que se lleva a cabo en la ciudad de Nueva York y una vez en 2019 en Los Ángeles. Fundada en 2012, la conferencia se enfoca en enseñar a los estudiantes universitarios más sobre marketing, periodismo y medios. La conferencia ofrece a los estudiantes de grado y posgrado la oportunidad de escuchar consejos de carrera y desarrollo profesional.
Los exponentes principales anteriores incluyen al editor y director de ingresos de Teen Vogue, Jason Waganheim; Chandra Turner, la editora ejecutiva de la revista Parents; entre ellos se encuentran Gretchen Carlson, periodista; la diseñadora de moda Rebecca Minkoff; la campeona olímpica Nastia Liukin; la editora ejecutiva de ESSENCE, Vanessa De Luca; la editora ejecutiva de SELF, Joyce Chan; y de "Bachelorette" de ABC, Andy Dorfman.

## College Fashion Week
College Fashion Week es el evento anual de otoño de Her Campus Media en Boston y la ciudad de Nueva York. Celebrado por primera vez en 2013, el evento ofrece a los amantes de la moda universitaria una experiencia VIP en la Semana de la Moda mientras muestra las tendencias imprescindibles del otoño. Los miembros de diferentes capítulos también se reúnen e intercambian ideas. Los participantes recibiren una bolsa de regalo de cortesía y beneficios de los patrocinadores. Entre los patrocinadores anteriores de la Semana de la Moda Universitaria se encuentran Primark, Ulta Beauty, Acuvue®, PopSugar y StudentUniverse.

## Red de capítulos deHer Campus
La red de capítulos de Her Campus tiene más de 380 capítulos en todo el mundo con más de 7500 miembros de capítulos. Estos capítulos se introducen en las universidades y están a cargo de estudiantes llamados corresponsales del campus. Her Campus Chapter Network no solo ayuda a los estudiantes a aprender cómo crear y publicar contenido editorial, administrar las redes sociales, promover su organización y organizar eventos, sino que también los ayuda a desarrollar habilidades profesionales y convertirse en parte de una comunidad. 